# Larsen Touré
Larsen Touré (Brest, 20 luglio 1984) è un ex calciatore francese naturalizzato guineano, di ruolo attaccante.
È figlio di Mady Touré, anch'egli calciatore.